# Walter Praedel

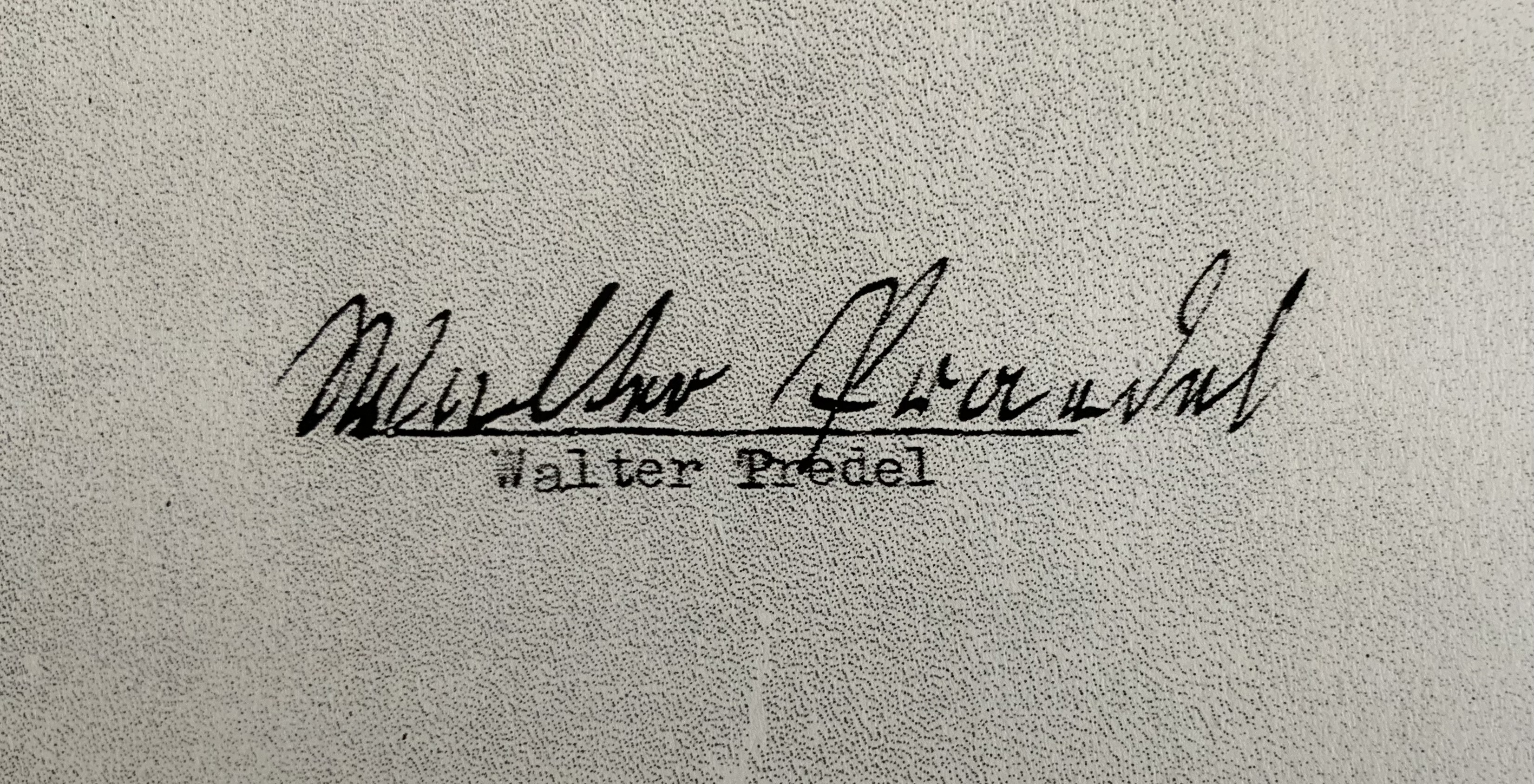
Unterschrift unter einem Verhörprotokoll

Walter Praedel (auch Walter Prädel oder Walter Predel, geboren 10. Februar 1911 in Schloppe; gestorben 25. Januar 1962 in Leipzig) war ein deutscher Ofen- und Landarbeiter. Er wurde am 21. Dezember 1961 am Bezirksgericht Frankfurt/Oder wegen Brandstiftung an zwei mit Erntegut gefüllten Scheunen zum Tode verurteilt und einen Monat später in der Zentralen Hinrichtungsstätte der DDR in Leipzig mit dem Fallbeil hingerichtet. Der Fall war zeitlich und inhaltlich mit dem Mauerbau verbunden und sollte in der Öffentlichkeit abschreckende Wirkung auslösen. Er beschäftigte die Führungsspitzen von Regierung und Staatspartei. Walter Ulbricht, Hilde Benjamin, Erich Mielke und andere plädierten für das von der Staatsanwaltschaft vorgeschlagene Strafmaß. Richter war der von Berlin nach Frankfurt/Oder strafversetzte Walter Ziegler.

## Leben
Walter Praedels Vater Willi war Zimmermann. Er starb 1957. Die Mutter Martha, geb. Stellter, starb 1958. Walter besuchte von 1917 bis 1925 die Volksschule in Schloppe. Er schaffte das 7. Schuljahr nicht und ging zu seinem Großvater Ernst Praedel, einem Dachdecker, in die Lehre und schloss 1929 mit der Gesellenprüfung ab. 1935 heiratete er Elisabeth Hanke. Die Ehe blieb kinderlos. Zu Kriegsbeginn 1939 war er beim 9. Pionierbataillon am Überfall auf Polen beteiligt. 1940 wurde er Unteroffizier und kam an die Ostfront, bis kurz vor Moskau. Auf dem Rückzug im Winter 1941/42 gab er an, „viele Verbrechen an sowjetischem Eigentum und an Zivilpersonen“ gesehen zu haben, darunter auch Brandstiftung und Vergewaltigungen. Er selbst habe in der Nähe von Kiew „4 bis 5 Zivilpersonen eigenhändig erschossen“. Im März 1942 wurde er durch einen Kniedurchschuss verletzt und ab 1943 zum Beseitigen von Kriegsschäden im Ruhrgebiet eingesetzt. 1944 errichtete er im Sudetenland Panzersperren. Am 6. Mai 1945 geriet er in der Nähe von Prag in sowjetische Kriegsgefangenschaft und wurde am 25. Dezember 1948 von einem sowjetischen Militärgericht zu 25 Jahren Zwangsarbeit verurteilt, von denen er sieben Jahre absolvierte. 1955 kam er nach Torgelow im Osten der DDR und fing an, im VEB Schamottewerk Bad Freienwalde zu arbeiten.

## Tatmotiv und Tathergang

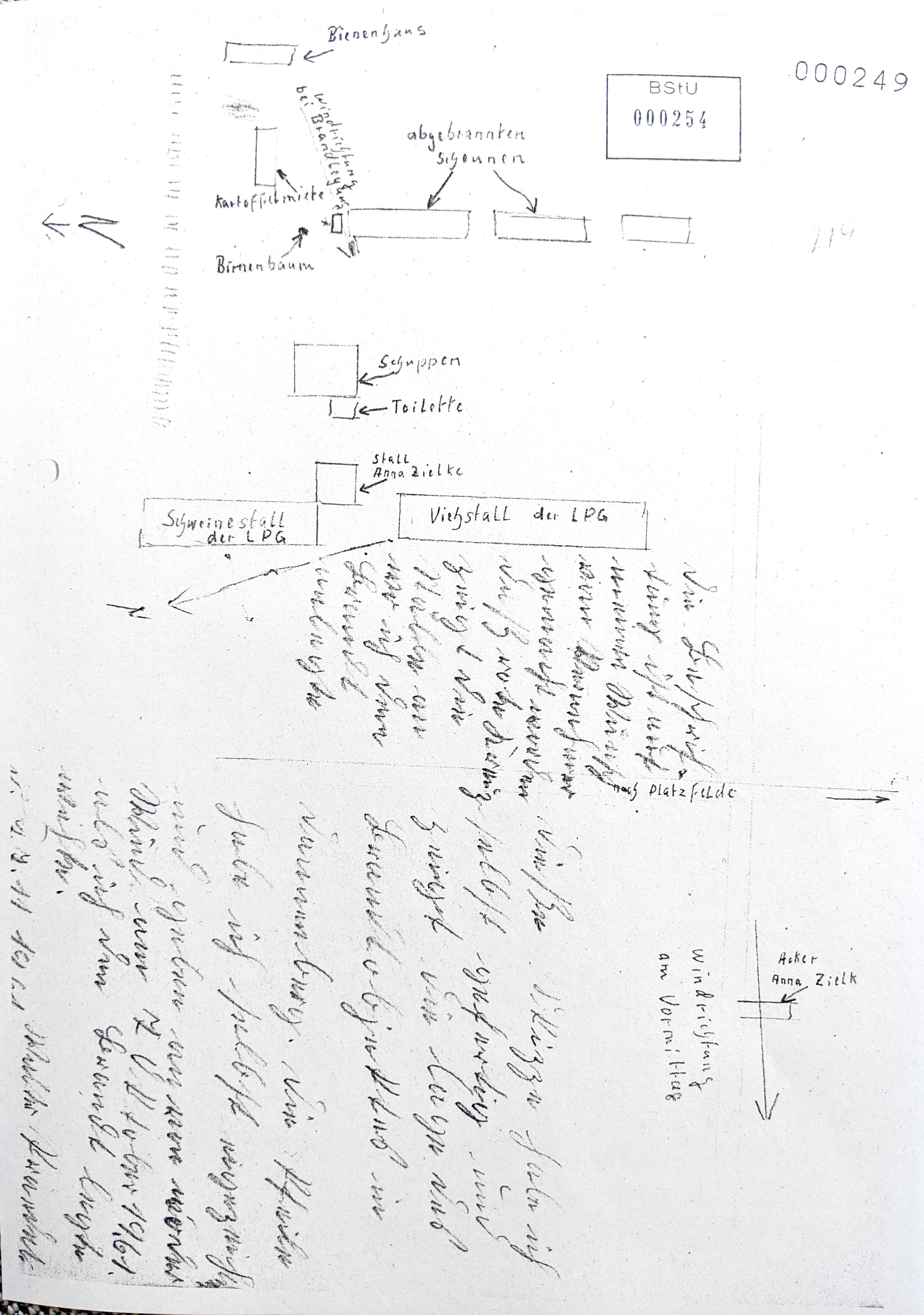
Skizze des Tatorts (die beiden Scheunen oben im Bild)

Walter Praedel war bekannt, dass die von seiner Schwägerin Anna Zielke im benachbarten Dannenberg/Mark bewirtschafteten Scheunen der Landwirtschaftlichen Produktionsgenossenschaft (LPG) verfielen. Trotz mehrerer Eingaben innerhalb von drei Jahren reagierte die LPG nicht. Die Dächer wurden undicht, das Vieh krank, das Getreide verdarb.
Walter Praedel hatte Freunde in Westdeutschland, die er nach dem Bau der Mauer im August 1961 nicht mehr besuchen konnte. Er hörte regelmäßig die Westberliner Radiosender RIAS und SFB, wo der damalige Regierende Bürgermeister Willy Brandt die DDR-Bürger zum Widerstand aufforderte. Am 9. Oktober 1961 gab Praedel zu Protokoll: „An jedem freien Abend um 19:45 Uhr habe ich in meiner Wohnung die Nachrichten des Senders ‚Freies Berlin‘ abgehört. Es wurde fast ausschließlich auf die DDR geschimpft. Durch das ständige Abhören dieses Senders wurde ich im westlichen Sinne beeinflußt. Es war bei mir sogar so, – dieses möchte ich ganz offen sagen, – dass ich dem Sender ‚Freies Berlin‘ mehr glaubte als den DDR-Sendern.“
Bei derselben Vernehmung wiederholte Praedel seine Aussage, für die Brandlegung ausschließlich alleine verantwortlich zu sein. Walter Praedel wollte seinem Frust Luft machen und wartete auf einen Feiertag, nämlich den 12. Jahrestag der DDR-Gründung. An diesem 7. Oktober 1961 war er allein auf dem Grundstück seiner Schwägerin, erntete Kartoffeln und zündete dann mittags kurz nach 12 Uhr eine der beiden Scheunen mit Streichhölzern an. Weil Praedel die Windrichtung in seine Überlegungen mit einbezogen hatte, brannte auch die zweite, kleinere Scheune nieder. Die Scheune mit den Kühen blieb unversehrt.
Er wurde noch am selben Tag festgenommen und am 8. Oktober in Torgelow dem Haftrichter vorgeführt. Es folgten in der Untersuchungshaft zahllose Vernehmungen. In den Akten des Stasiunterlagenarchivs sind Dutzende von sich stark ähnelnden Vernehmungsprotokollen zu finden. Die Staatsanwaltschaft bestellte Gutachten über die Schadenshöhe (rund 100.000 Mark). Die Forensik schaltete sich ein und untersuchte Walter Praedels in der im Freien stehenden Holztoilette vorgefundenen Kot; die Spurensicherung sicherte am 7. Oktober lediglich „Kot vom Täter. Der Kot wurde mittels Spachtel entnommen und in eine Glasflasche getan.“ um den Wahrheitsgehalt von Aussagen seiner Frau Elisabeth zu prüfen. Diese hatte behauptet, ihr Mann habe am Abend vor der Tat Bratkartoffeln mit saurem Hering gegessen. Der Fisch war in den Fäkalien zwar nicht nachweisbar, aber ausschließen wollten die medizinischen Gutachter es nicht. Die Untersuchung führte das Kriminaltechnische Institut Biologie im Ministerium des Innern durch. Der Untersuchungsbericht vom 13. November 1961 ist unterschrieben vom Leiter des Instituts, Major der Volkspolizei Rychlik.
Bereits wenige Tage später war die Staatssicherheit eingebunden. In der Sprache des Ministeriums für Staatssicherheit las sich das so: „Nach Absprache mit der Bezirksverwaltung und der Abteilung IX wurde der Täter am 9.10.1961 zur weiteren Bearbeitung übernommen.“ Die HA IX war die kriminalistische Ermittlungsstelle im MfS. Am 12. Oktober 1961 erhielt die Stasi-Bezirksverwaltung Frankfurt/Oder das Durchsuchungsprotokoll von Praedels Wohnung. Dazu gehörte der Prospekt „Wichtige Hinweise für Besucher aus der Zone“.

## Der Prozess

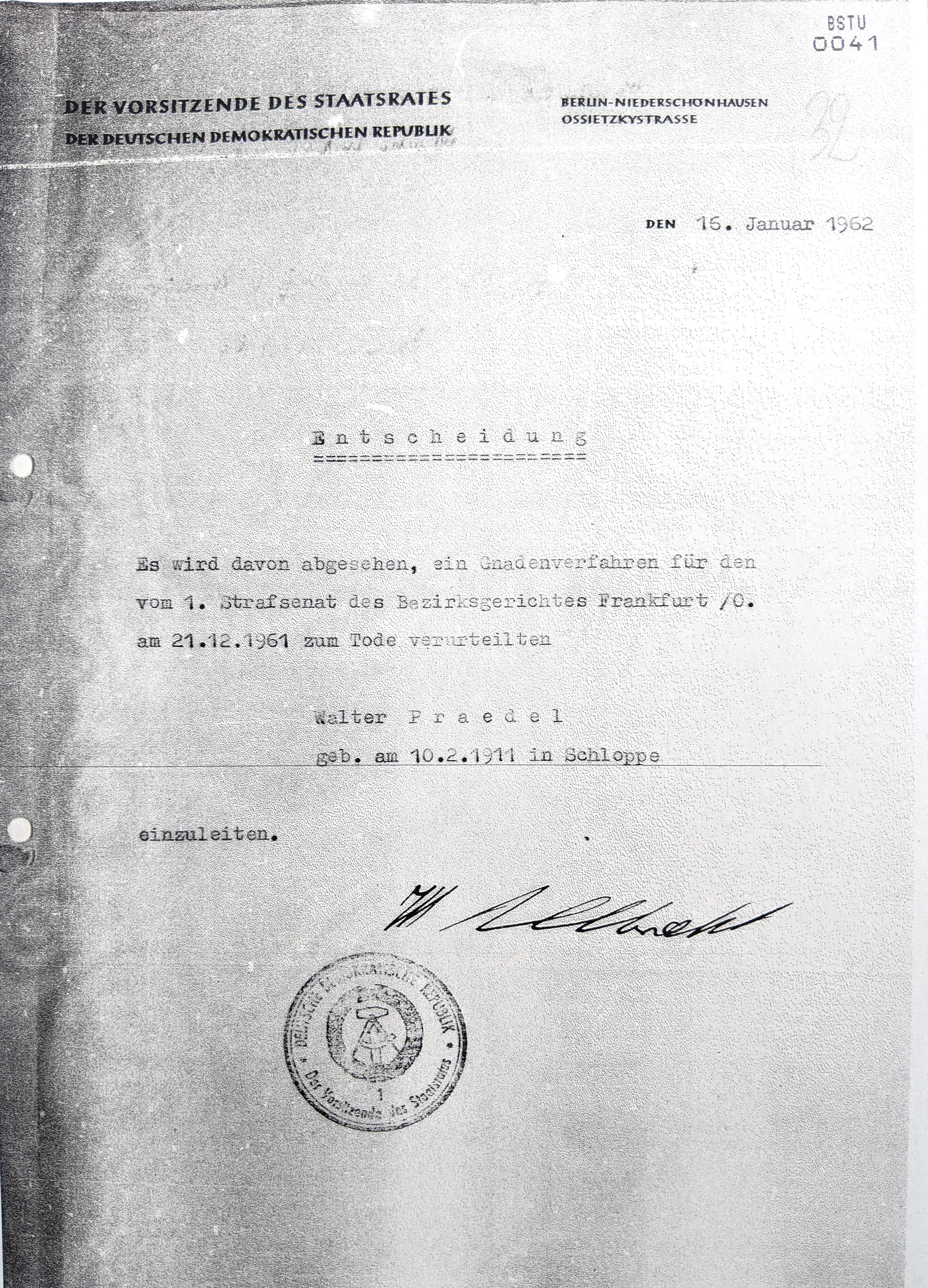
Walter Ulbricht lehnt Praedels Gnadengesuch ab.

Der Strafprozess fand am 20. und 21. Dezember 1961 in Frankfurt (Oder) statt. Es waren Vertreter der Polizei, der Stasi, der LPG und Presse im Publikum des Bezirksgerichtssaals. Tonmitschnitte übertrug der DDR-Rundfunk. Der Richter Walter Ziegler bagatellisierte die eigentliche Tat und erfand eine große politische Konspiration gegen die DDR. Er begann, wie das in Prozessen der 1950er Jahre ganz üblich war, die Nazi-Vergangenheit des Angeklagten anzuprangern. Aus Walter Praedels Auftreten als Wehrmachtssoldat im Zweiten Weltkrieg und der Verurteilung durch ein sowjetisches Gericht dichtete Ziegler ihm einen tiefen Hass auf die Sowjetunion an, der sich durch West-Kontakte weiter nährte und letztlich durch den Mauerbau aus ihm einen „staatsfeindlichen Faschisten“ machte.
Walter Praedel war der ideologisch getriebenen Fragestellung des Richters nicht gewachsen und blieb den ganzen Prozess über verhalten und fast stumm. Am 21. Dezember 1961 endete das Strafverfahren mit dem Todesurteil.

Das Echo in der DDR-Bevölkerung blieb verhalten. Die DDR-Presse berichtet nur ein einziges Mal über das Urteil. Das Neue Deutschland titelte am 28. Dezember 1961:
„Todesstrafe für unverbesserlichen Faschisten – Von der Sowjetunion begnadigter Kriegsverbrecher erneut als gefährlicher Kriegsbrandstifter entlarvt“